# 你是我的唯一
《你是我的唯一》是於2009年台灣公共電視台播放的迷你連續劇，共七集。

## 播映時間
- 首輪播映：西元2009年1月24日(六) ~ 2009年1月30日(五) (農曆年節期間)
- 二輪播映：西元2009年3月2日(一) ~ 2009年3月10日(二)
- 三輪播映：西元2010年8月10日(二) ~ 2010年8月20日(五) 早上5:00~6:00

## 故事大綱
因為父親的債務問題，啟剛的雙親躲到深圳去避風頭，而他也被秘密地轉到了花蓮縣玉里鎮的玉里高中。早已習慣在台北過著揮霍生活的他，突然間必須在玉里重新開始另一種180度大轉變的生活模式，讓他形同從天堂掉落到了地獄。然而在玉里，他再度見到了樸實善良的阿嬤、並槓上了玉里當地的剛強女孩小真、更結識了阿保及吳郭魚等朋友，在親情、友情的交織及大自然懷抱之下，找尋到另一個自我。

## 角色介紹
吳啟剛 – 王柏傑 飾
男主角。籃球及英文皆為強項的台北高材生，因為父親替人作保的債務問題，不得已被雙親秘密地轉學到玉里鎮的玉里高中。剛到玉里時被戲稱為「台北青蛙（台北來的井底之蛙）」。經過了長時間的玉里生活，從一開始一副心不甘情不願的心態，逐漸有了新的轉變。母親為阿美族人。
王真環 – 傅小芸 飾
女主角。玉里高中的學生，綽號「小真」。與阿公(爺爺)及弟弟同住，由於母親早死，在家擔任起了「長姊如母」的職責。個性剛強，最初因在六十石山採金針花時，與盜騎她機車的啟剛起了衝突，兩人之間有過一段水火不容的小小時間，後來則被他的才華吸引，逐漸產生好感。最初被啟剛以「女魔頭」稱呼。
伍國芸 – 張君明 飾
玉里高中的學生，依其姓名協音，故綽號為「吳郭魚」。小真的死黨，個性天真無邪。喜歡同校的學長，但後來被拒絕。
陳保旺 – 高培文 飾
玉里高中的學生，綽號「阿保」。其父為地方政要，家中相當富裕。因與啟剛同一天轉到玉里高中同一班的關係，與啟剛結為好友。對吳郭魚一見鍾情。
王之渙 – 傅顯捷 飾
小真的弟弟。綽號「綠豆」，罹患亞斯伯格症，故在特教班裡接受教育。因為去海洋公園看過一次海豚秀後，對海豚情有獨鐘。期待著擔任巡山員的父親能夠及早歸來。
王鐵樹 – 陳博正 飾
小真的阿公。疼愛兩個孫子，講話幽默、個性樂觀。在自家經營含黑手、咖啡店、剉冰的多合一商店。對於兒子（小真、綠豆的父親）棄家不顧，入山工作，相當不滿。
王慕義 – 蘇炳憲 飾
小真的父親。內心裡無法面對妻子的死亡，不肯回家，住在山裡擔任巡山員的工作。
毛怪 – 道武司 飾
玉里高中的體育教師。最初因為借課的問題跟教英文的顏老師大吵一架。後來跟她道歉後，更進一步的發展，最後成為戀人。給予啟剛許多重要的人生建言。
顏嘉嘉 – 顏嘉樂 飾
玉里高中的英文老師。升學主義者，曾與毛怪吵過一架，但後來互生好感，發展成為戀人。
燕子 – 王心宜 飾
啟剛在台北的女朋友，因為啟剛被轉離台北，便與啟剛展開了遠距離戀愛。後來在假期中到玉里找啟剛，卻發現了啟剛的異樣改變。到玉里時亦被吳郭魚戲稱為「台北青蛙」。
學長 – 呂亞霆 飾
玉里高中的學生。吳郭魚喜愛的學長。知道吳郭魚喜歡自己，但後來拒絕了她的情意。
阿嬤 – 碧德恪·拿告 (高佳音)飾
啟剛的阿嬤，阿美族人，天主教徒。戀棧山、水、自然的生活，故不肯跟家人搬到台北，獨自住在玉里，也成了啟剛依親的對象。以樸實的生活與心靈改造了搬到玉里的啟剛。劇中以「MAMO（阿美族語：「阿嬤」的意思）」自稱。
特教老師 – 李懿芳 飾
綠豆在特教班裡的導師，主要教導含綠豆在內三位需特殊輔導的孩子。
山老鼠 – 殷復民 飾
潛入山內盜採牛樟芝，但被巡山中的王慕義發現，不得已棄牛樟芝逃跑。隔天潛入山上的巡守小屋內，以綠豆為人質要脅再度得到牛樟芝，但後來為警方擒獲。

## 尚有一些顯著登場但沒記名的角色
兩個玉里高中的高中生
啟剛第一天到六十石山時，在車上用手機拍到兩位在晨跑的原住民高中生，後來常常跟啟剛及阿保在一起。
便利商店的店長
啟剛打工店的店長。
啟剛的母親（聲音演出）
常常打電話問啟剛的生活近況。
另一個山老鼠
山老鼠總共有兩人。
大尾哥-林俊翔飾演
喜歡小真的人-出現在第2集

## 戲內出現的景點
- 六十石山：阿嬤帶啟剛去採金針花打工的山脈，啟剛與小真的第一次見面的地方。
- 三仙台：啟剛與小真首次兩人出遊的地方，據小真的論述，三仙台海中有海洋民族阿美族人所信仰的海龍，只要按時祭祀，海龍就會提供大量的魚蝦讓阿美族人捕捉食用。
- 安通溫泉：阿保介紹啟剛去打工的地方。

## 工作人員
- 製作人：鄧潔
- 製片：蘇國興
- 導演：林君城
- 審稿：唐台齡
- 劇本：鄧潔·李懿芳·夏康真
- 副導演：湯又新
- 攝影指導：杜立仁
- 剪輯：杜敏綺
- 燈光指導：胡春生
- 顧問：楊璧瑩　李美敏
- 作曲：周志華
- 編曲：周志華　楊琇雲　張衞帆　侯君誼
- 主題曲演唱:侯君誼
- 配樂：鄧茂茲
- 音效、混聲：鎖際昌
- 美術指導：吳明昇
- 成音指導：楊家豪
- 執行製作：許光志·李懿芳
- 製作助理：趙婷姿
- 攝影助理：林忠逸
- 燈光師：林世浩
- 燈光助理：裴佶緯·廖信傑
- 成音助理：林琨峰
- 場務：周俊鴻
- 場務助理：黃威閔·吳尚融
- 服裝師：張麗真
- 服裝助理：林宜璇
- 梳化妝：劉倢伶
- 化妝助理：張婉君
- 美術助理：殷復民·陳松助·陳君豪
- 道具師：戴德偉
- 道具助理：王同韻
- 動畫：趙祐
- 片頭設計：劉怡君
- 平面設計：劉中和
- 後製：張雅蕙　余克瓊　陳建國　謝慧玲
- 調光：高寶慧
- 作曲：周志華　周宗崑
- 字幕：唐秋雯
- 宣傳：徐家敏　高美娟　林柏妤　廖宸語
- 行銷企劃：蘇慧真
- 場記：王妙紅

## 相關商品

### 電視原聲帶
- 曲目：
- 主題音樂A-在玉里的故事_長版[3.04]
- 主題音樂B-領悟[3.25]
- 主題音樂B-喜悅[2.13]
- 主題音樂A-小真的內心世界_鋼琴_寂寞[3.34]
- 主題音樂B-校園生活[2.09]
- 主題音樂B-心情[2.32]
- 主題音樂A-小真的內心世界_鋼琴_不安[2.31]
- 毛顏之戀的故事線[2.48]
- 過程_事件_回憶_牽掛[3.45]
- 主題音樂B_緊張事件[3.28]
- 吳郭魚的主題_顫動的心[2.17]
- 主題音樂B-喜感[2.36]
- 你是我的唯一_媽媽對啟剛說[3.30]
- 吳郭魚主題_不安與憤怒[1.45]
- 主題音樂B-領悟_鋼琴[3.36]
- 吳郭魚主題_幸福是...[3.27]
- 總長度[47:20]

1. 商品名稱：  你是我的唯一 3DVD+CD(國片DVD)
2. 藝　　人：  電視劇
3. 發行公司：  公視
4. 發行日期：  2009/3/13
5. 發行類型：  影片
6. 內裝片數：  4片

- 影片資訊

1. 片長：本片7小時+幕後花絮29分鐘+原聲帶CD-47分鐘
2. 導演、編劇：
3. 主演：王柏傑、傅小芸、張君明、高培文、陳博正、顏嘉樂、蘇炳憲、道武司、高佳音
4. 容量規格：共3片DVD +一片原聲帶CD
5. 字幕：中文
6. 音效規格：杜比5.1
7. 公視商城網站：https://web.archive.org/web/20110628000317/http://shop.pts.org.tw/Module_J.aspx?xxx=21050001D

## 外部連結
- （繁體中文）《你是我的唯一》完整影音 （页面存档备份，存于）

## 作品的變遷
| 新加坡 星和都會台 星期三至五 19:00-20:00 | 新加坡 星和都會台 星期三至五 19:00-20:00      | 新加坡 星和都會台 星期三至五 19:00-20:00 |
| ---------------------------------------- | --------------------------------------------- | ---------------------------------------- |
|                                          | 你是我的唯一 （2009.10.09 - 2009.10.23）      |                                          |
| 終極三國 （2009.08.14 - 2009.10.08）     | 終極三國（第2季） （2009.10.28 - 2009.12.18） |                                          |

| 台灣 客家電視台 星期六 21:00 - 22:00 | 台灣 客家電視台 星期六 21:00 - 22:00     | 台灣 客家電視台 星期六 21:00 - 22:00 |
| ------------------------------------ | ---------------------------------------- | ------------------------------------ |
|                                      | 你是我的唯一 （2013.02.16 - 2013.03.30） |                                      |
| 電視音樂專輯                         | 未定 （2013.04.06 - 2013.）              |                                      |